# Enrica Ciccarelli
Enrica Ciccarelli (Sondrio, 23 aprile 1965) è una pianista italiana.

## Biografia
Ha compiuto gli studi di pianoforte, organo e composizione organistica al Conservatorio “G. Verdi “ di Milano, perfezionandosi, tra gli altri, con Nikita Magaloff, Tatjana Nikolaeva e Sergiu Celibidache. Nel 1992 debutta in Salle Gaveau a Parigi con il Primo concerto di Chopin e da allora suona in sale come il Concertgebouw di Amsterdam, il Mozarteum di Salisburgo e la HerculesSaall di Monaco di Baviera. Ha suonato anche al Teatro alla Scala, alla Accademia di Santa Cecilia di Roma e al San Carlo di Napoli, collaborando con celebri solisti e direttori: Aldo Ceccato, Milan Horvat, Claudio Scimone, JoAnn Falletta, Alexander Vedernikov, Salvatore Accardo, Francesco Manara, Jeffrey Swann e Paul Badura-Skoda, Amarilli Nizza, Denia Mazzola Gavazzeni e Mariella Devia. Suoi concerti sono stati trasmessi dalla Rai, France Musique e CCTV. Dal 2007 è direttore artistico della Società dei Concerti di Milano.

## Discografia
Ha inciso per Agorà Musica.
- Clara & Robert Schumann: Concerti per pianoforte e orchestra, Orchestre Philharmonique de Montpellier, Friedemann Layer [3]
- "1816". Beethoven, von Weber, Schubert: Sonate per pianoforte in la minore [4]
- Mozart: Concerti per pianoforte e orchestra K.488 e 491, Salieri Chamber Orchestra, Tamás Pál [5]
- Chopin: Dodici Mazurche arrangiate per la voce da Pauline Viardot, con Amarilli Nizza [6]